# Bouxières-aux-Bois
Bouxières-aux-Bois ist eine französische Gemeinde mit 144 Einwohnern (Stand: 1. Januar 2022) im Département Vosges in der Region Grand Est (bis 2015 Lothringen). Sie gehört zum Arrondissement Neufchâteau (bis 2024 Épinal) und ist Mitglied im Gemeindeverband Communauté de communes de Mirecourt Dompaire. Die Bewohner werden Bouxiérois und Bouxiéroises genannt.
Die Gemeinde erhielt 2024 die Auszeichnung „Eine Blume“, die vom Conseil national des villes et villages fleuris (CNVVF) im Rahmen des jährlichen Wettbewerbs der blumengeschmückten Städte und Dörfer verliehen wird.

## Geografie

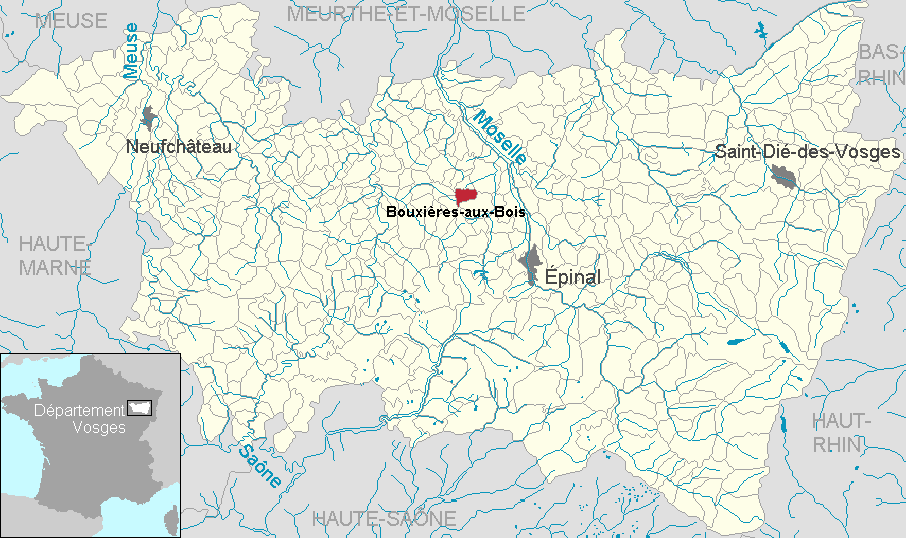
Lage der Gemeinde Bouxières-aux-Bois
im Département Vosges

Die Gemeinde Bouxières-aux-Bois liegt 14 Kilometer nordwestlich von Épinal im Hügelland zwischen Mosel und Madon.
Das Gelände im Gemeindegebiet steigt von Ost nach West allmählich an und erreicht im Südwestzipfel nahe dem Croix de Virine eine Höhe von 443 Metern über dem Meer. Etwa 40 % der Gemeindefläche entfällt auf Waldgebiete.
Nachbargemeinden von Bouxières-aux-Bois sind Regney und Saint-Vallier im Norden, Frizon im Nordosten, Mazeley im Südosten, Bocquegney im Süden, Circourt im Südwesten sowie Derbamont im Westen.

## Geschichte
Der Ortsname taucht erstmals im 11. Jahrhundert auf. Im Ancien Régime gehörte der Bann Bouxières zusammen mit den heutigen Gemeinden Madegney und Regney zur Vogtei Darney.
Die Pfarrei in Bouxières war Teil der Kirche im benachbarten Derbamont und unterstand dem Kapitel Remiremont. Das heutige Kirchengebäude entstand 1802, das Bürgermeisterhaus (Mairie) wurde 1821 errichtet.

### Bevölkerungsentwicklung
| Jahr      | 1962 | 1968 | 1975 | 1982 | 1990 | 1999 | 2009 | 2021 |
| --------- | ---- | ---- | ---- | ---- | ---- | ---- | ---- | ---- |
| Einwohner | 110  | 115  | 94   | 94   | 100  | 123  | 121  | 136  |

Im Jahr 1831 wurde mit 318 Bewohnern die bisher höchste Einwohnerzahl ermittelt. Die Zahlen basieren auf den Daten von cassini.ehess und INSEE.

## Sehenswürdigkeiten
- Matthäuskirche (Église Saint-Mathieu)
- drei Lavoirs, davon eines überdacht

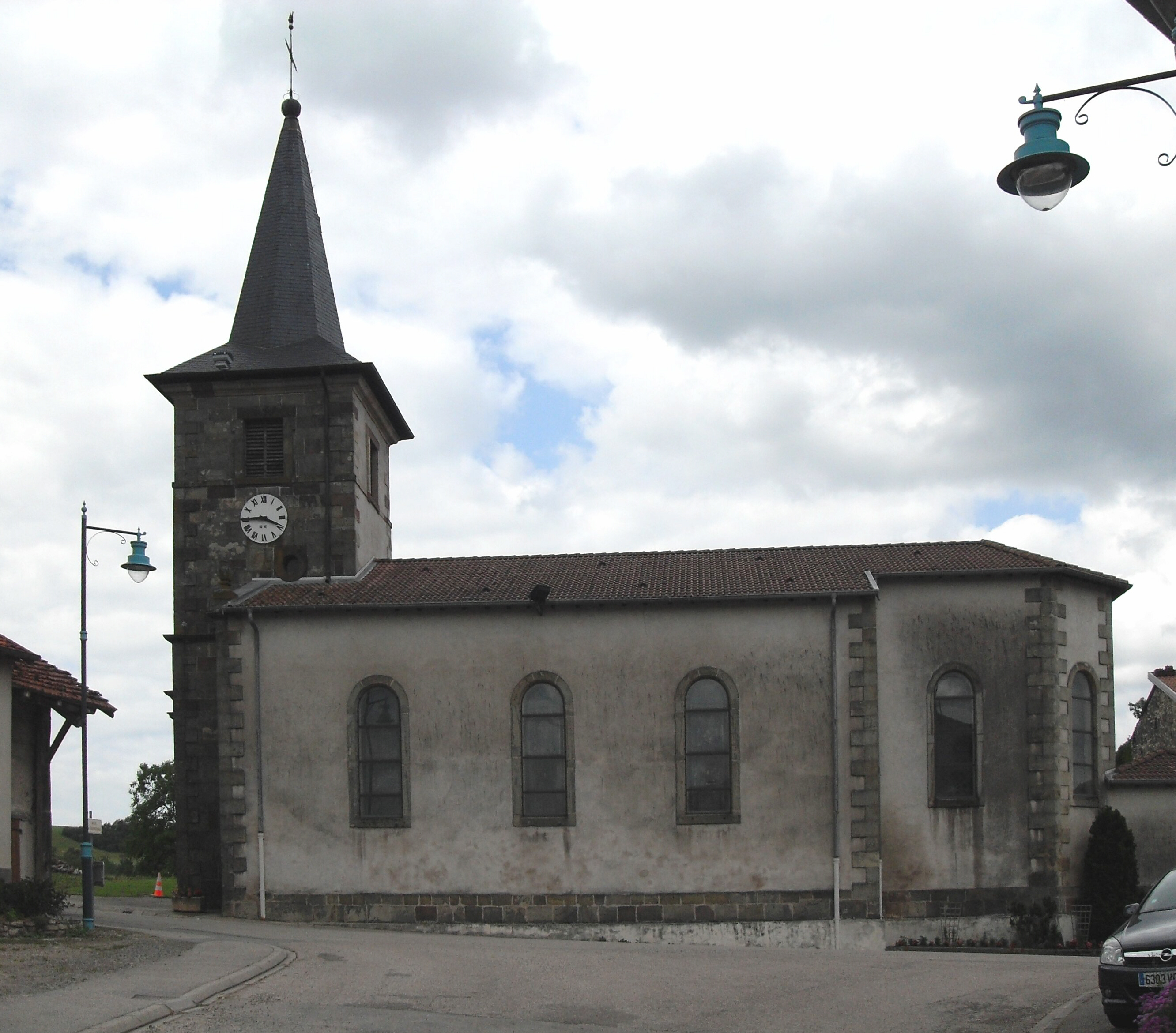
Südseite der Kirche
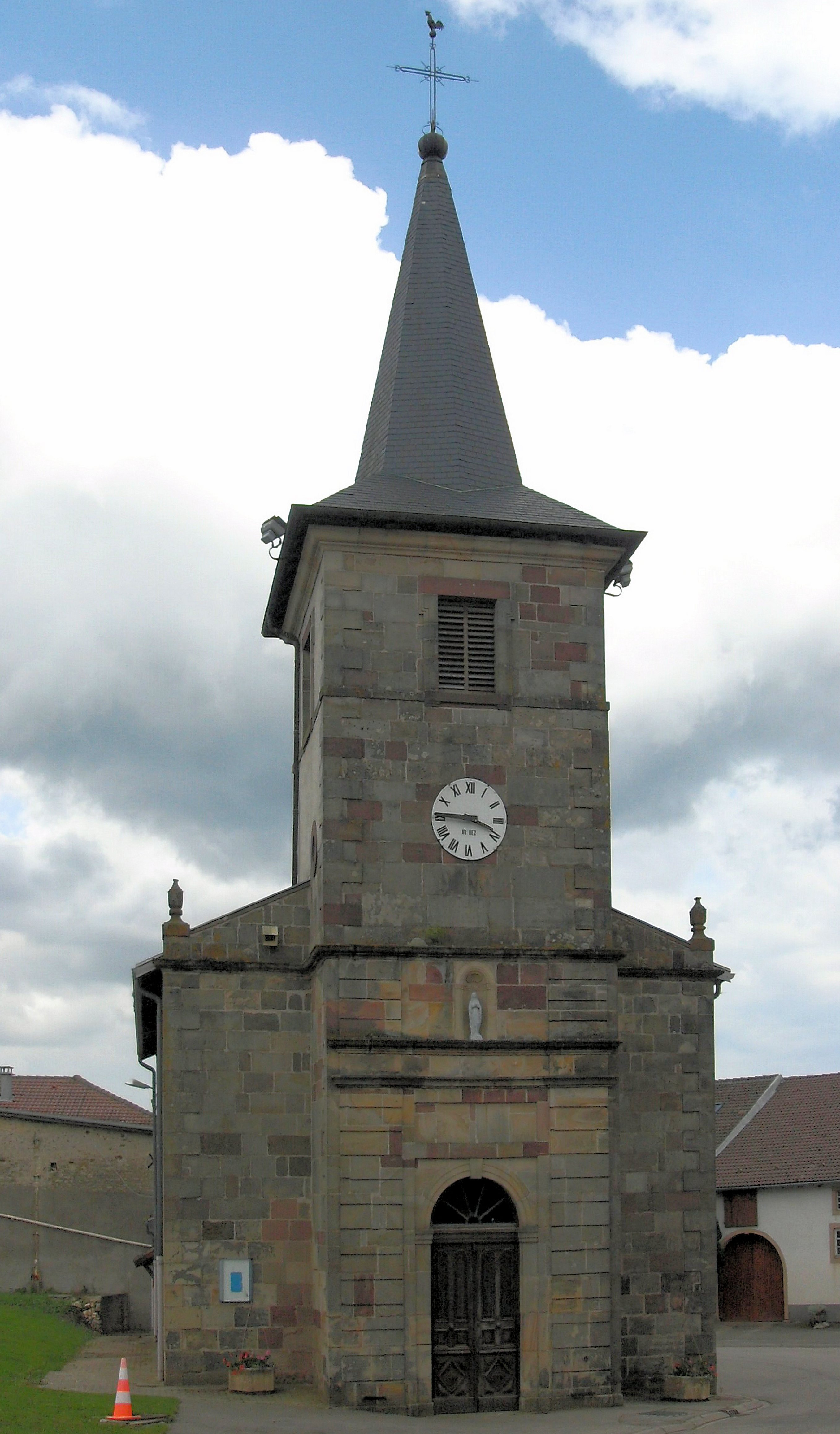
Westseite der Kirche

## Wirtschaft und Infrastruktur
In der Gemeinde sind sechs Landwirtschaftsbetriebe ansässig (Gemüseanbau, Milchwirtschaft, Rinderzucht).
Die Gemeinde Bouxières-aux-Bois liegt abseits der wichtigen überregionalen Verkehrsverbindungen. Sechs Kilometer nordöstlich besteht bei Nomexy ein Anschluss an die autobahnartig ausgebaute RN 57 von Nancy nach Épinal.

## Belege
1. ↑  Bouxières-aux-Bois. Conseil national des villes et villages fleuris, abgerufen am 10. Februar 2025 (französisch).
2. ↑  Bouxières-aux-Bois auf vosges-archives.com. (PDF; 52 kB) Archiviert vom Original (nicht mehr online verfügbar) am 3. März 2016; abgerufen am 13. Juli 2011 (französisch).
3. ↑  Bouxières-aux-Bois auf cassini.ehess
4. ↑  Bouxières-aux-Bois auf INSEE
5. ↑  Landwirtschaftsbetriebe auf annuaire-mairie.fr (französisch)